# Варела, Алан
Алан Гонсало Варела (исп. Alan Gonzalo Varela; 4 июля 2001, Исидро-Касанова) — аргентинский футболист, полузащитник португальского клуба «Порту».

## Клубная карьера
Уроженец Исидро-Касановы, Алан начал играть в футбол в академии клуба «Барселона Лухан». В 2012 году стал игроком футбольной академии клуба «Бока Хуниорс». В 2019 году подписал свой первый профессиональный контракт с клубом. 20 декабря 2020 года дебютировал в основном составе «Бока Хуниорс» в матче Кубка Диего Армандо Марадоны против «Индепендьенте». 21 апреля 2021 года дебютировал в Кубке Либертадорес в матче против боливийского клуба «Стронгест».
16 августа 2023 года перешёл в португальский «Порту», подписав пятилетний контракт. Сумма трансфера составила 8 млн евро, вместе с бонусами она может вырасти до 11 млн евро.

## Карьера в сборной
В 2019 году сыграл за сборную Аргентины до 18 лет на Международном футбольном турнире в Алькудии, на котором его команда заняла третье место.